# Lido di Lonato
Lido di Lonato è una località del comune di Lonato del Garda in provincia di Brescia affacciata sul Lago di Garda. Dal punto di vista amministrativo è inserita nel comitato di quartiere 6 Barcuzzi - Maguzzano.

## Geografia fisica

### Territorio
Si trova in Lombardia, nella provincia di Brescia. È posizionato nel basso Lago di Garda, tra le colline moreniche del Garda e la Valtenesi.
Confina a settentrione con il comune di Padenghe sul Garda e a sud con il comune di Desenzano. Ad occidente confina con Barcuzzi e Maguzzano, altre due località di Lonato. Ad est si affaccia per circa 350 metri sul Lago di Garda. Il suo breve tratto di costa lacustre è sabbioso-ghiaioso. L'entroterra è composto da vegetazione tipicamente mediterranea. La località è l'unico sbocco sul lago del comune di Lonato del Garda.

### Clima
Il clima è temperato-continentale ,anche se esso è ampiamente mitigato dalla massa d'acqua del lago.
Le precipitazioni sono più frequenti in autunno e primavera.
L'estate è di tipo mediterraneo, poco piovosa. Il mese di agosto vede la presenza di temporali.

## Infrastrutture e mobilità
La frazione è attraversata da nord a sud, a pochi metri dal lago, da Via Catullo, che la collega al resto del territorio di Lonato e ai comuni limitrofi di Padenghe e Desenzano.
A breve distanza, in direzione sud, si trova il casello di Desenzano dell'autostrada A4 Torino-Trieste.